# 西安咸陽国際空港
西安咸陽国際空港（せいあんかんようこくさいくうこう）は中華人民共和国陝西省咸陽市渭城区底張鎮に位置する国際空港。

## 概要
陝西省の省会である西安市の北西部に位置する。IATA空港コードはXIY。都市コードはSIA。ICAOコードはZLXY。総面積500ヘクタール。1989年に中国民航が分割された際は中国西北航空のハブ空港であったが、2002年秋に中国東方航空に統合され、中国東方航空西北公司となった。また、海南航空も当空港をハブ空港としている。中国西北地区最大の空港で、西部大開発が進むとともに観光客、貨物取扱量が増加した。
2025年2月20日に第5ターミナルの運用を開始した。これにより、中国東方航空（MU）、上海航空（FM）、中国聯合航空（KN）の国内線と、国際線、香港、マカオ、台湾行きの全便は同日から第5ターミナルに移転した。
第5ターミナルは、同空港の第3期拡張プロジェクトの一環で、総建築面積は70万平方メートル、既存の第1、第2、第3ターミナルの合計面積を上回る規模となっている。また、乗客は搭乗の際、身分証や搭乗券を提示する必要はなく、顔認証だけで本人確認とセキュリティーチェックの手続きが完了するスマート化されたサービスも導入している。さらに、空港建設中に発掘された文物を展示する博物館や、唐代の建築様式を模した商業エリアも設けている。

## 歴史
- 1984年 - 国務院と中央軍事委員会で空軍の咸陽飛行場址に大型の民間空港を建設することが決定する。
- 1987年8月 - 第1期工事着工。
- 1991年9月1日 - 第1期工事完成、開港。同時に西安西関空港は閉鎖される。
- 2000年8月 - 第2期工事着工。工事費用の一部は円借款でまかなわれた。
- 2003年9月16日 - 第2期工事完成。
- 2007年9月12日 - 3年間近く閉鎖していた旧ターミナルが第1ターミナルとして利用再開。中国南方航空系列社（中国南方航空、廈門航空、四川航空、重慶航空）のカウンターは第1ターミナルに移転。その他の航空会社が運行する国内線、および国際線はすべて第2ターミナルでの手続きとなる。
- 2025年2月20日 - 第5ターミナル運用開始

計画段階では年間離着陸回数10万回、年間旅客量1000万人、貨物取扱量13万トンを見込む。
2004年は年間離着陸回数77,655回（中国国内第9位）、年間旅客量6,362,409人（中国国内第9位）、貨物取扱量73,368.8トン（中国国内第15位）。(出典参照)

## 旅客ターミナル
第1、第2ターミナル
国内線：海南航空、天津航空、首都航空、祥鵬航空、北部湾航空、ウルムチ航空、福州航空、長安航空、桂林航空、深圳航空、中国国際航空、山東航空、昆明航空、大連航空、チベット航空、青島航空、幸福航空、貴州多彩航空、春秋航空、九元航空
第3ターミナル
国内線：中国南方航空、四川航空、華夏航空、瑞麗航空、河北航空、成都航空、廈門航空、吉祥航空、奥凱航空、長竜航空、江西航空、東海航空

国際線：中国東方航空、上海航空、中国聯合航空以外の航空会社

### 第5ターミナル
国内線：中国東方航空、上海航空、中国聯合航空
国際線：中国東方航空、上海航空、中国聯合航空

## 就航都市

### 国内線

#### 中国航空系列
| 航空会社     | 就航地                                                 |
| ------------ | ------------------------------------------------------ |
| 中国国際航空 | 北京/首都、上海/浦東、成都、桂林、杭州、天津、カラマイ |
| 山東航空     | 済南                                                   |
| 深圳航空     | 広州、蘭州、西寧、銀川                                 |

#### 東方航空系列
| 航空会社     | 就航地 |
| ------------ | --- |
| 中国東方航空 | 北京/首都、上海/浦東、広州、重慶、成都、張家界、桂林、海口、杭州、昆明、蘭州、ラサ、南昌、南京、青島、三亜、深圳、ウルムチ、武漢、無錫、銀川、カラマイ、敦煌、アルタイ |
| 上海航空     | 上海/浦東、蘭州、西寧 |

#### 南方航空系列
| 航空会社     | 就航地 |
| ------------ | --- |
| 中国南方航空 | 上海/浦東、広州、大連、長沙、成都、杭州、済南、蘭州、青島、三亜、深圳、石家荘、太原、ウルムチ、武漢、西寧、銀川、義烏 |
| 四川航空     | 成都 |
| 厦門航空     | 南昌、武漢、武夷山 |

#### 新華航空系列
| 航空会社     | 就航地 |
| ------------ | --- |
| 海南航空     | 北京/首都、上海/浦東、広州、安康、長沙、長治、重慶、成都、福州、貴陽、海口、杭州、漢中、合肥、フフホト、済南、昆明、蘭州、南京、青島、慶陽、三亜、深圳、石家荘、太原、天津、ウルムチ、武漢、廈門、徐州、延安、宜昌、銀川、楡林 |
| 雲南祥鵬航空 | 昆明 |
| 天津航空     | 天津 |
| 北京首都航空 | 三亜 |

#### 格安航空会社
| 航空会社 | 就航地 |
| -------- | ------ |
| 春秋航空 | 三亜   |

### 国際線
| 航空会社               | 就航地 |
| ---------------------- | --- |
| 中国東方航空           | 香港、台北/松山（定期チャーター便）、東京/成田、名古屋/中部、ソウル/仁川、シンガポール 、プラハ、イスタンブール(2025年6月24日より運航開始予定)       |
| 中国国際航空           | アスタナ、ミンスク |
| 海南航空               | パリ/CDG、 ローマ、シドニー、メルボルン、東京/成田、大阪/関西(2025年7月20日より運航再開予定)、台北/桃園、シアトル（北京/首都経由）、ロサンゼルス/LAX |
| 春秋航空               | 大阪/関西、茨城 |
| 天津航空               | ロンドン/LHR |
| 北京首都航空           | ドバイ |
| 四川航空               | 静岡 |
| 長竜航空               | 福岡、タシュケント、サマルカンド、クアラルンプール(2025年7月5日より就航予定)                                                                         |
| チベット航空           | カトマンズ 、サムイ島 (タイ) |
| 香港ドラゴン航空       | 香港 |
| 香港エクスプレス航空   | 香港 |
| 香港航空               | 香港(2025年7月18日より就航予定) |
| 大韓航空               | 釜山 |
| アシアナ航空           | ソウル/仁川 |
| エアプサン             | 釜山 |
| 高麗航空               | 平壌 |
| バンコク・エアウェイズ | バンコク/スワンナプーム |
| ベトジェットエア       | ハノイ(2025年7月6日より運航開始予定) |
| SCAT航空               | シムケント |

## アクセス
西安市中心部から47キロ、咸陽市から13キロの距離にある。空港から西安市西稍門CAACオフィス（西安市中心部からやや西側）までリムジンバスが走っている。
2011年12月29日の拡張工事完了と同時に高速鉄道の西安北駅とを結ぶ西安地下鉄機場城際線（14号線）が着工され、2019年9月29日に機場西(T1、T2、T3)駅が開業した。西安北駅で西安地下鉄2号線に乗換え、市内･城壁内にある鐘楼駅まで1時間弱、20元（2019年12月現在）。